# Гирька

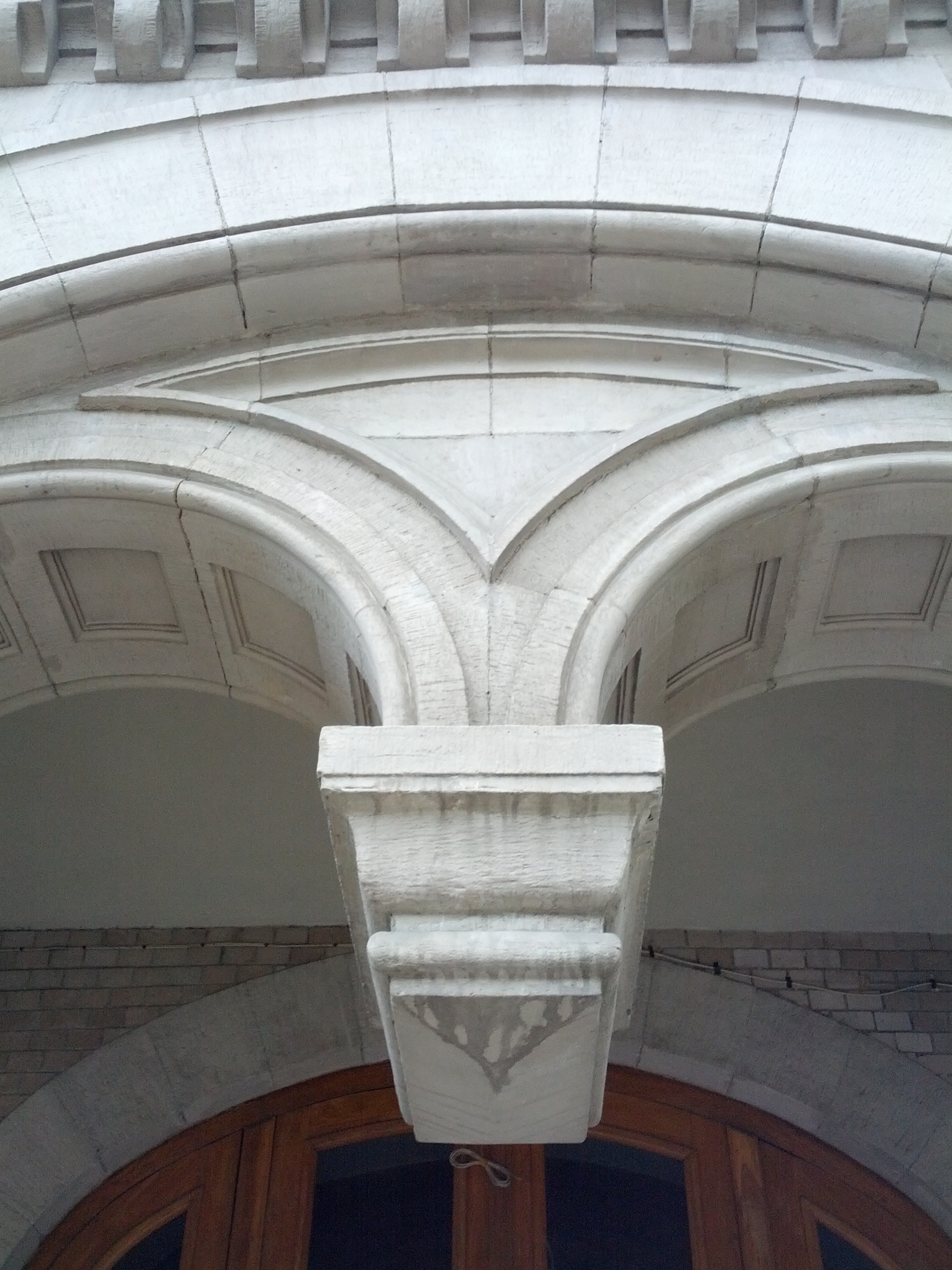
Гирька над входом в Музей Суворова в Санкт-Петербурге

Ги́рька — фигурная архитектурная деталь, главным образом в виде опрокинутой пирамидки из кирпича или камня. Гирька подвешивается на скрытом в кладке железном стержне и служит опорой для двух малых декоративных арочек, обычно расположенных под объединяющей их большой аркой. Гирька широко использовались в русской архитектуре XVI—XVII веков в декоре ворот, крылец, оконных проёмов.